# Bernard Maupoil
Bernard Maupoil, né le 17 novembre 1906 à Paris et mort le 15 décembre 1944 au camp de concentration de Hersbruck en Bavière, est un administrateur colonial français en poste dans plusieurs pays d'Afrique de l'Ouest, également ethnologue et écrivain.

## Biographie
Fils du préfet Marcel Maupoil, petit-fils du garde des sceaux Ernest Vallé, Bernard Maupoil est issu d'une famille de magistrats. Il entreprend à son tour des études de droit et de lettres, mais, passionné par l'ethnologie qu'il étudie avec Marcel Mauss, il choisit l'École coloniale. 

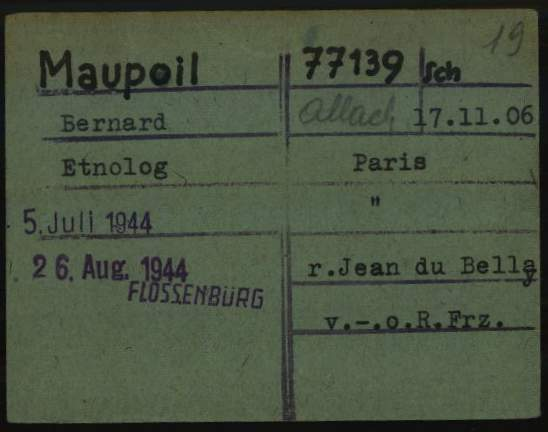
Carte d'enregistrement de Bernard Maupoil en tant que prisonnier dans le camp de concentration nazi de Dachau

Nommé administrateur, il occupe plusieurs postes au Dahomey, au Sénégal, en Guinée française. Choqué par la violence de la colonisation, il dénonce plusieurs scandales, puis, en 1940, apporte son soutien à la tentative échouée de libération menée par le général de Gaulle à Dakar, connue sous le nom de « bataille de Dakar ». 
Définitivement compromis, il retourne en France et rejoint la Résistance, tout en travaillant à sa thèse de doctorat. Il est dénoncé, incarcéré à Fresnes, puis à Compiègne et déporté en juillet 1944 à Allach (camp satellite de Dachau), puis à Hersbruck (camp satellite de Flossenbürg),  où il meurt en décembre de la même année.
Il publia deux thèses en 1943 et après une soutenance In absentia, l’Université de Paris lui décerna un doctorat à titre posthume en 1946.

## Œuvre
Il est notamment l'auteur d'un classique de la littérature africaniste, La Géomancie à l'ancienne Côte des Esclaves, initialement publié en 1943 et plusieurs fois réédité. En 1946 Marcel Griaule soutient en son nom cette somme de près de 700 pages et un doctorat lui est décerné à titre posthume.

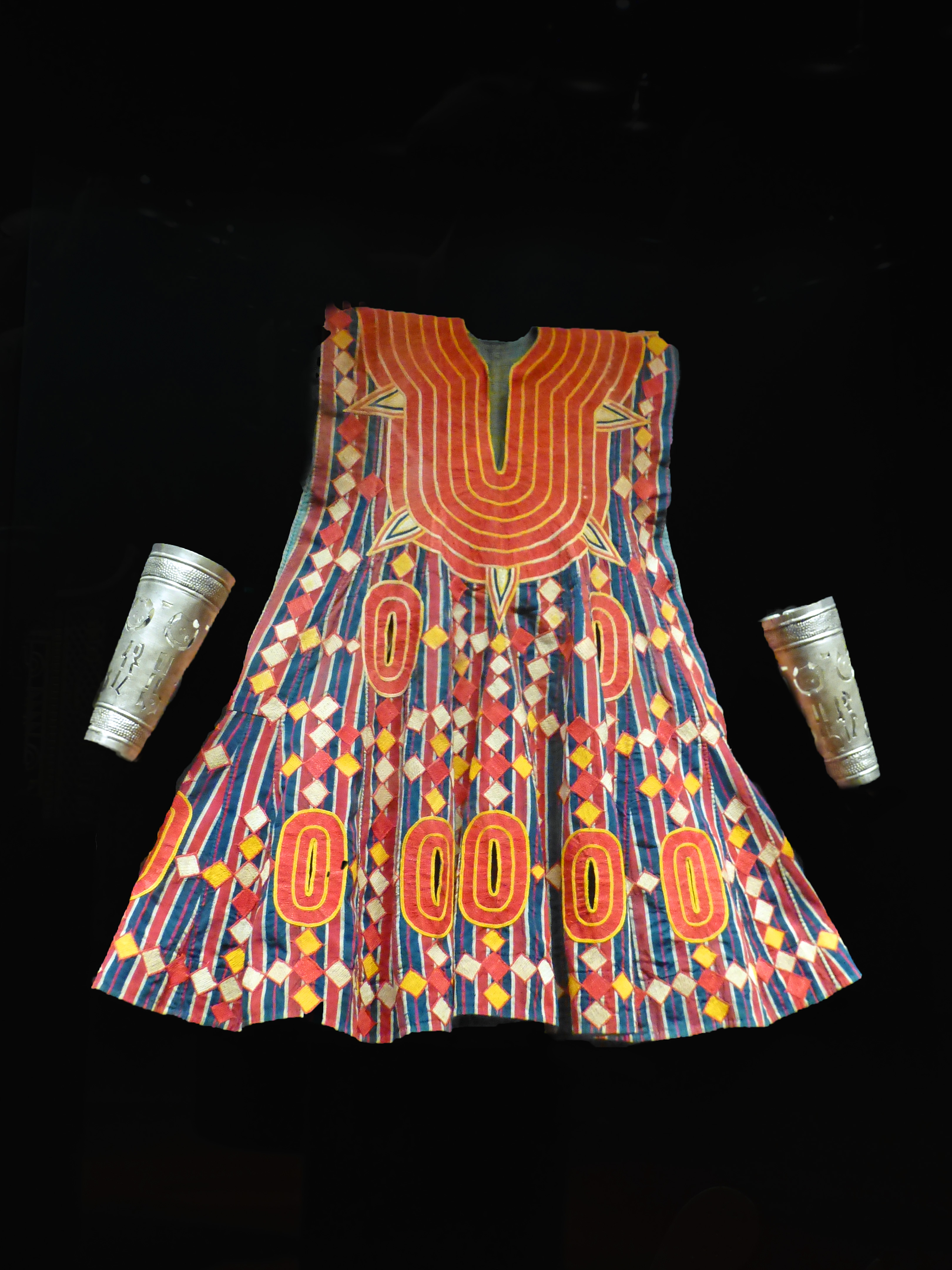
Tunique de parade kansawu et bracelets ma-wu-alo, donnés au musée de l'Homme en 1936, aujourd'hui au musée du quai Branly.

## Distinctions
Bernard Maupoil a été décoré à titre posthume de la Légion d'Honneur, de la médaille militaire au titre de la Résistance et de la médaille de la Résistance.

## Archives et collections
Bernard Maupoil a laissé d'importantes archives (documents, photographies) et de nombreux objets, particulièrement du Dahomey, dont il a fait don au musée de l'Homme à son retour et qui se trouvent aujourd'hui au musée du quai Branly.
Lors de son séjour au Dahomey, Bernard Maupoil a été initié aux pratiques de la géomancie par Gèdègbé, grand devin des rois d'Abomey, dont il a également reçu plusieurs œuvres relevant de la divination ou de l'art de cour.